# Pseudodon
Pseudodon (лат.) — род двустворчатых моллюсков семейства унионид, обитающих в Восточной и Юго-Восточной Азии. По состоянию на 2020 год насчитывает 14 признанных видов.

## Общая информация
Таксон описан в 1843 году Джоном Гулдом по находкам из бассейна реки Салуин в Британской Бирме как подрод Pseudodon рода Anodon. Гулд включил в новый таксон два вида — типовой Anodon inoscularis и Anodon salweniana.
Раковина довольно толстая, круглая или имеющая форму вытянутого овала, со слегка выпуклой макушкой верхней створки, сдвинутой к задней части. Поверхность, чаще всего гладкую, у некоторых видов пересекают глубокие поперечные борозды. Створки плотно смыкаются. Псевдокардинальные зубы высокие, толстые, закруглённые у вершин.
Ареал ограничен Восточной и Юго-Восточной Азией, в основном бассейном Янцзы (Китай) и Мьянмой. Вид Pseudodon inoscularis встречается также в Таиланде, Камбодже и Южном Вьетнаме, вид Pseudodon resupinatus — эндемик Северного Вьетнама, вид Pseudodon vondembuschianus помимо стран Индокитая встречается в Индонезии.

## Современные виды
- Pseudodon aureus Heude, 1885
- Pseudodon avae (Theobald, 1873)
- Pseudodon bogani Bolotov, Kondakov & Konopleva, 2017[2]
- Pseudodon crebristriatus (J. G. Anthony, 1865)
- Pseudodon inoscularis (Gould, 1844)
- Pseudodon kayinensis Bolotov et al., 2020[6]
- Pseudodon manueli Konopleva, Kondakov & Vikhrev, 2017[2]
- Pseudodon nankingensis (Heude, 1874)
- Pseudodon peguensis (J. G. Anthony, 1865)
- Pseudodon pinchonianus (Heude, 1883)
- Pseudodon resupinatus Martens, 1902
- Pseudodon salwenianus (Gould, 1844)
- Pseudodon secundus Heude, 1877
- Pseudodon vondembuschianus (Lea, 1840)